# Francisco Fabián Álvarez
Francisco Fabián Álvarez (Rawson, 26 febbraio 2000) è un calciatore argentino, difensore dell'Argentinos Juniors.

## Carriera

### Club
Cresciuto nel settore giovanile del San Martín (SJ), debutta in prima squadra il 12 febbraio 2018, in occasione dell'incontro di Primera División perso per 2-1 contro l'Atl. Tucumán. Nel gennaio 2022 viene acquistato dal Talleres (C), che nel mese di giugno lo cede in prestito al Patronato.

### Nazionale
Nel 2018 ha giocato due partite con la nazionale argentina Under-20.

## Statistiche

### Presenze e reti nei club
Statistiche aggiornate all'8 dicembre 2022.
| Stagione               | Squadra                | Campionato             | Campionato | Campionato | Coppe nazionali | Coppe nazionali | Coppe nazionali | Coppe continentali | Coppe continentali | Coppe continentali | Altre coppe | Altre coppe | Altre coppe | Totale | Totale |
| Stagione               | Squadra                | Comp                   | Pres       | Reti       | Comp            | Pres            | Reti            | Comp               | Pres               | Reti               | Comp        | Pres        | Reti        | Pres   | Reti   |
| ---------------------- | ---------------------- | ---------------------- | ---------- | ---------- | --------------- | --------------- | --------------- | ------------------ | ------------------ | ------------------ | ----------- | ----------- | ----------- | ------ | ------ |
| 2017-2018              | San Martín (SJ)        | PD                     | 1          | 0          | CA              | -               | -               |                    | -                  | -                  |             | -           | -           | 1      | 0      |
| 2018-2019              | San Martín (SJ)        | PD                     | 1          | 0          | CA+CdL          | 0+1             | 0               |                    | -                  | -                  |             | -           | -           | 2      | 0      |
| 2019-2020              | San Martín (SJ)        | PBN                    | 10         | 0          | CA              | 0               | 0               |                    | -                  | -                  |             | -           | -           | 10     | 0      |
| 2020                   | San Martín (SJ)        | PBN                    | 6          | 0          |                 | -               | -               |                    | -                  | -                  |             | -           | -           | 6      | 0      |
| 2021                   | San Martín (SJ)        | PBN                    | 28         | 1          | CA              | 1               | 0               |                    | -                  | -                  |             | -           | -           | 29     | 1      |
| Totale San Martín (SJ) | Totale San Martín (SJ) | Totale San Martín (SJ) | 46         | 1          |                 | 2               | 0               |                    | -                  | -                  |             | -           | -           | 48     | 1      |
| gen.-giu. 2022         | Talleres (C)           | PD                     | 0          | 0          | CA+CdL          | 0+5             | 0               | CL                 | 0                  | 0                  |             | -           | -           | 5      | 0      |
| giu.-dic. 2022         | Patronato              | PD                     | 14         | 1          | CA+CdL          | 3+0             | 0               |                    | -                  | -                  |             | -           | -           | 17     | 1      |
| Totale carriera        | Totale carriera        | Totale carriera        | 60         | 2          |                 | 10              | 0               |                    | 0                  | 0                  |             | -           | -           | 70     | 2      |

## Palmarès

### Club

#### Competizioni nazionali
- Copa Argentina: 1

Patronato: 2022